# Греблі з ґрунтових матеріалів

Рис. 1. Профілі гребель із ґрунтових матеріалів. Типи гребель: а – однорідна гребля; б – гребля з екраном; в – гребля з діафрагмою; г – гребля з перехідним шаром; НПР – нормальний підпірний рівень; НБ – нижній б’єф;
1 – водонепроникна зона (екран); 2 – діафрагма або ядро; 3 – перехідний шар; 4 – водонепроникна основа греблі

Греблі з ґрунтових матеріалів – насипи з ґрунтів, що мають у поперечному розрізі форму трапеції (рис. 1.). Укоси їх можуть мати закладення т (котангенс кута 0, що складається лінією укосу з горизонтом), які мінімально дорівнюють від 0,9–1,2 (для кам’яних) до 1,5 (для земляних гребель). Залежно від типу ґрунту та якості закладення схилу ці значення можуть сягати величини 3–5 і більше.
Земляні греблі з пісків, супісків і легких суглинків є проникними для води, яка фільтрується через тіло греблі, насичуючи його до поверхні abc (рис. 1, а), що називається депресійною кривою (кривою депресії). Для запобігання фільтрації через греблю в її тілі облаштовують водонепроникні зони, екрани (1) (рис. 1, б), діафрагми або ядра (2) (рис. 1, в). Ці водонепроникні елементи складаються з глини або суглинку, бетону та залізобетону, металу та інших матеріалів і змикаються з водонепроникною основою (4) греблі (рис. 1, а–г).
Греблі кам’яно-земляні будуються із гравійних, галечникових матеріалів або «рваного» каменю; водонепроникним елементами тут можуть слугувати екрани або ядра із суглинків і глин. По контакту їх із тілом греблі укладають перехідні шари (3) з гравію, щебеню (рис. 1, г). Греблі з ґрунтових матеріалів виконують, як правило, глухими: у невисоких кам’яних греблях допускають іноді перелив води через гребінь (за належного закріплення як самого гребня, так і низового укосу).
Регуляційні споруди являють собою штучні перешкоди для водного потоку. Це дамби з місцевих матеріалів (галька, гравій, пісок, дерево), іноді з бетонних і залізобетонних елементів, з поперечним перерізом у формі трапеції. Матеріал цих споруд не повинен розмиватися потоком: якщо ж матеріал може розмиватися (пісок, супісок, гравій), то він повинен бути прикритий захисним шаром, що не розмивається (каменем, плитами, пальовими стінками тощо).
Регуляційні споруди повинні бути «гнучкими» настільки, що у разі, якщо основа їх буде підмита потоком, вони деформуються, але не зруйнуються. Матеріал споруди заповнює при цьому розмив, що утворився, а сама вона продовжує виконувати свої функції.
Для захисту берегів від розмиву застосовують суцільне гнучке покриття, яке плавно окреслене в плані і виконане з каменю, бетонних плит, проростаючих матеріалів (дерева, кущі, трава) тощо.